# PFDN5
PFDN5 (англ. Prefoldin subunit 5) – білок, який кодується однойменним геном, розташованим у людей на короткому плечі 12-ї хромосоми. Довжина поліпептидного ланцюга білка становить 154 амінокислот, а молекулярна маса — 17 328.
| 10         |  | 20         |  | 30         |  | 40         |  | 50         |
| ---------- |  | ---------- |  | ---------- |  | ---------- |  | ---------- |
| MAQSINITEL |  | NLPQLEMLKN |  | QLDQEVEFLS |  | TSIAQLKVVQ |  | TKYVEAKDCL |
| NVLNKSNEGK |  | ELLVPLTSSM |  | YVPGKLHDVE |  | HVLIDVGTGY |  | YVEKTAEDAK |
| DFFKRKIDFL |  | TKQMEKIQPA |  | LQEKHAMKQA |  | VMEMMSQKIQ |  | QLTALGAAQA |
| TAKA       |  |            |  |            |  |            |  |            |

A: Аланін

C: Цистеїн

D: Аспарагінова кислота

E: Глутамінова кислота

F: Фенілаланін

G: Гліцин

H: Гістидин

I: Ізолейцин

K: Лізин

L: Лейцин

M: Метіонін

N: Аспарагін

P: Пролін

Q: Глутамін

R: Аргінін

S: Серин

T: Треонін

V: Валін

Кодований геном білок за функціями належить до шаперонів, фосфопротеїнів. 
Задіяний у таких біологічних процесах, як ацетилювання, альтернативний сплайсинг. 
Локалізований у цитоплазмі, ядрі.